# Лещиновка (Черкасская область)
Лещи́новка (укр. Ліщинівка) — село в Уманском районе Черкасской области Украины.
Почтовый индекс — 20013. Телефонный код — 4745.

## Население
Население по переписи 2001 года составляло 843 человека.

### Языковой состав
Родной язык населения по данным переписи 2001 года:
| Язык       | Численность, чел. | Доля     |
| ---------- | ----------------- | -------- |
| Украинский | 817               | 96,92 %  |
| Русский    | 14                | 1,66 %   |
| Другое     | 12                | 1,42 %   |
| Итого      | 843               | 100,00 % |

## Персоналии
В селе родился советский и украинский биохимик Я. В. Белик.

## Местный совет
20013, Черкасская обл., Христиновский р-н, с. Лещиновка

## Галерея

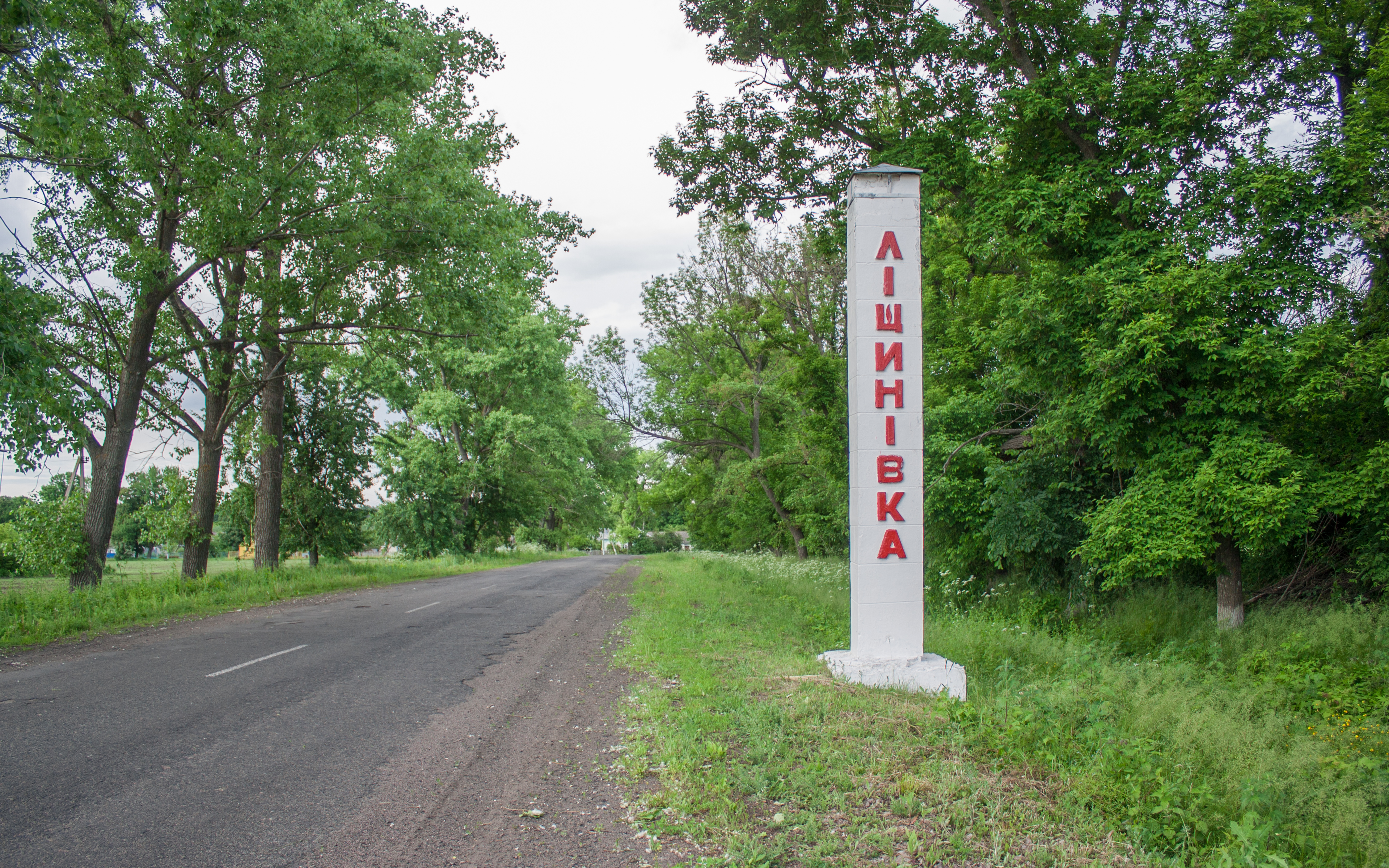
Въезд в село
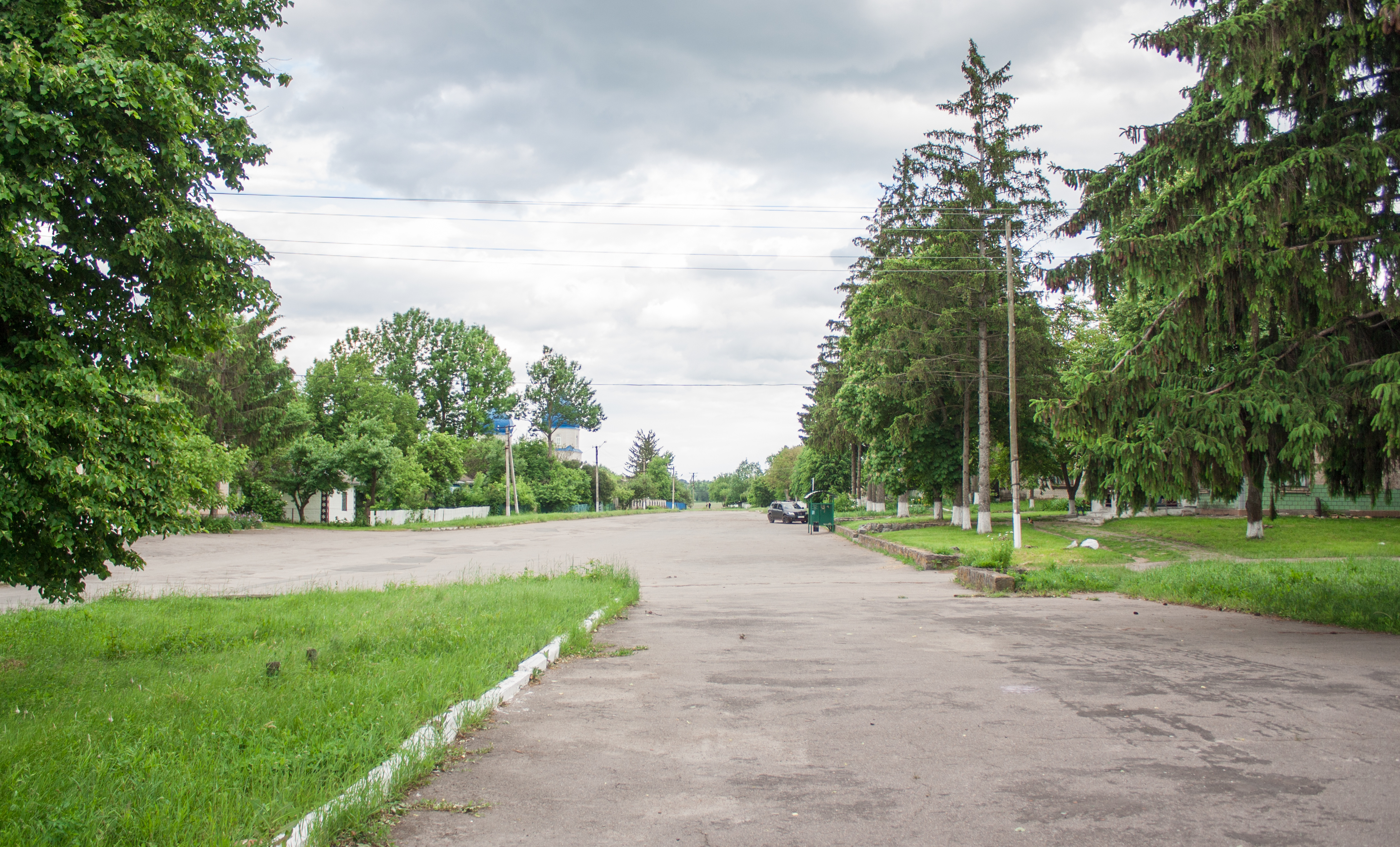
Улица Центральная
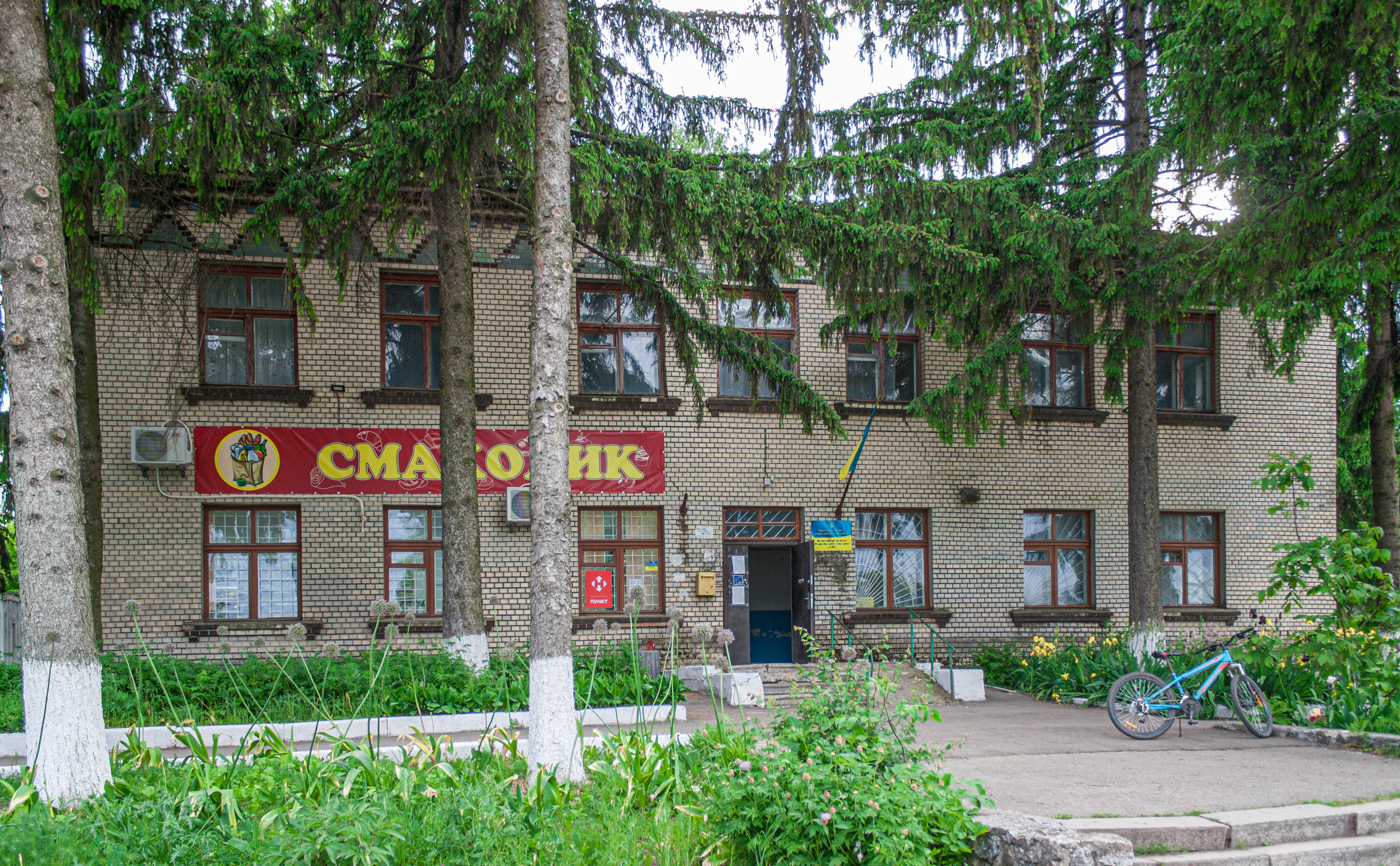
Старостат и магазин
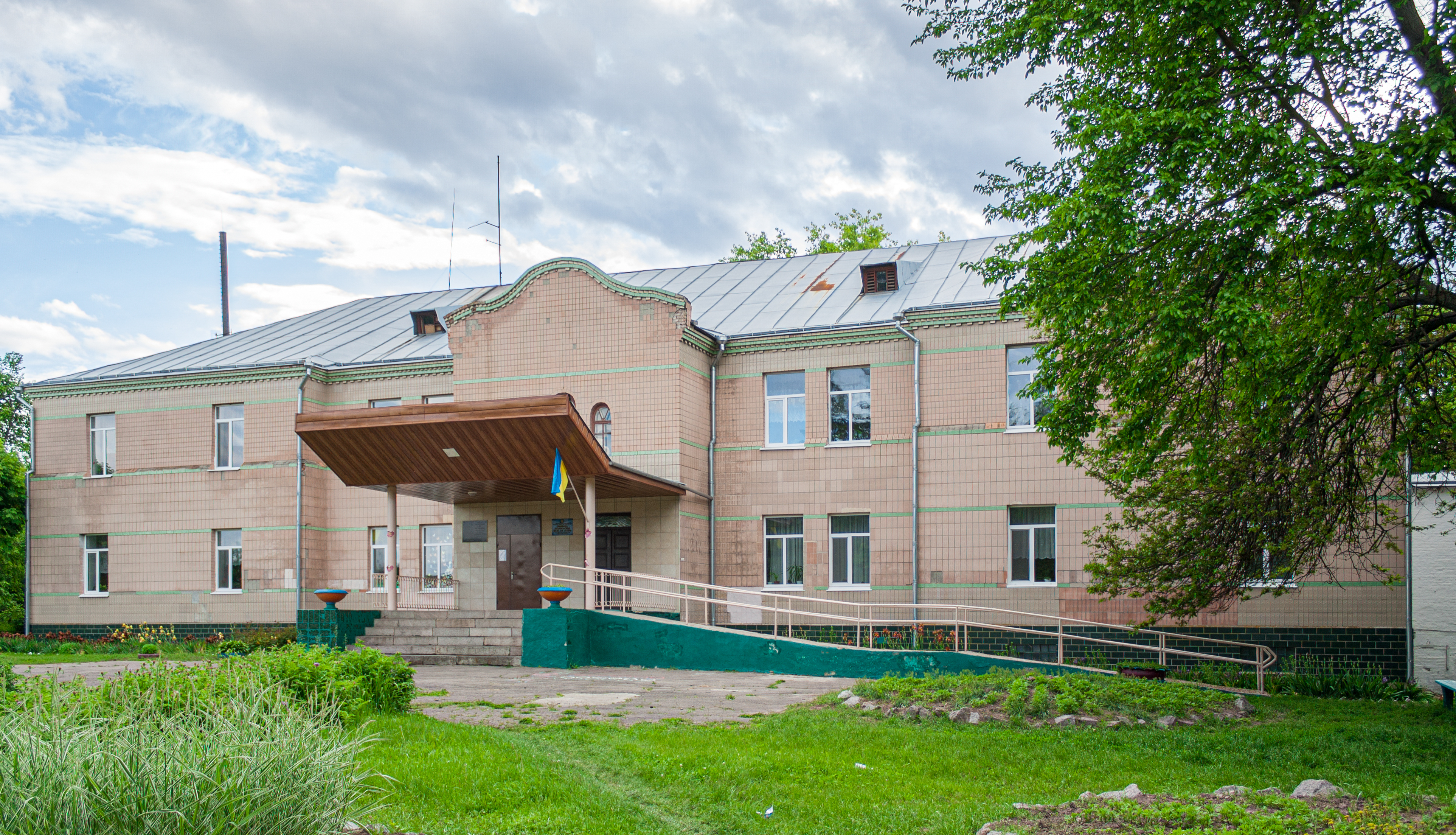
Школа
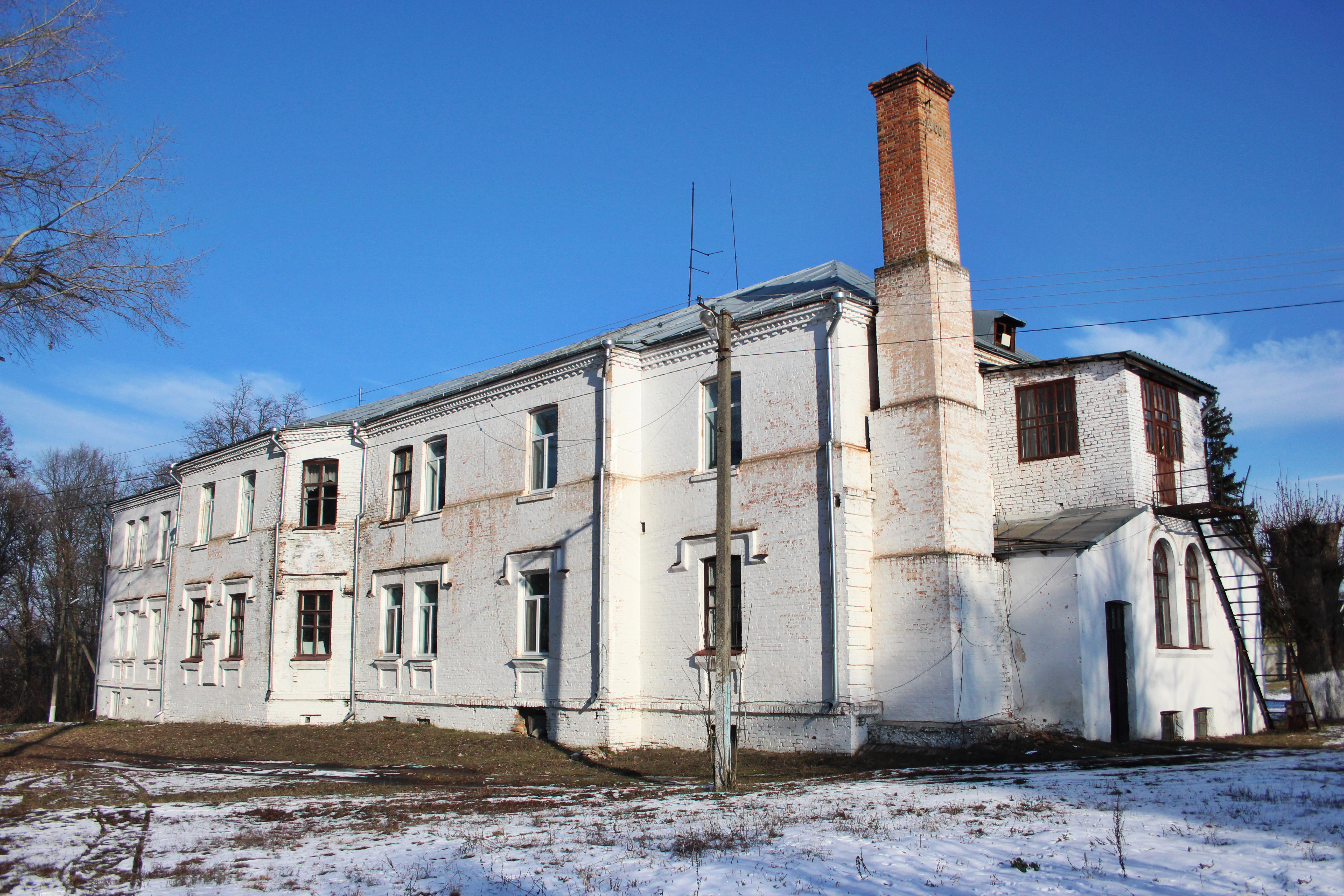
Школа (1902 г.)
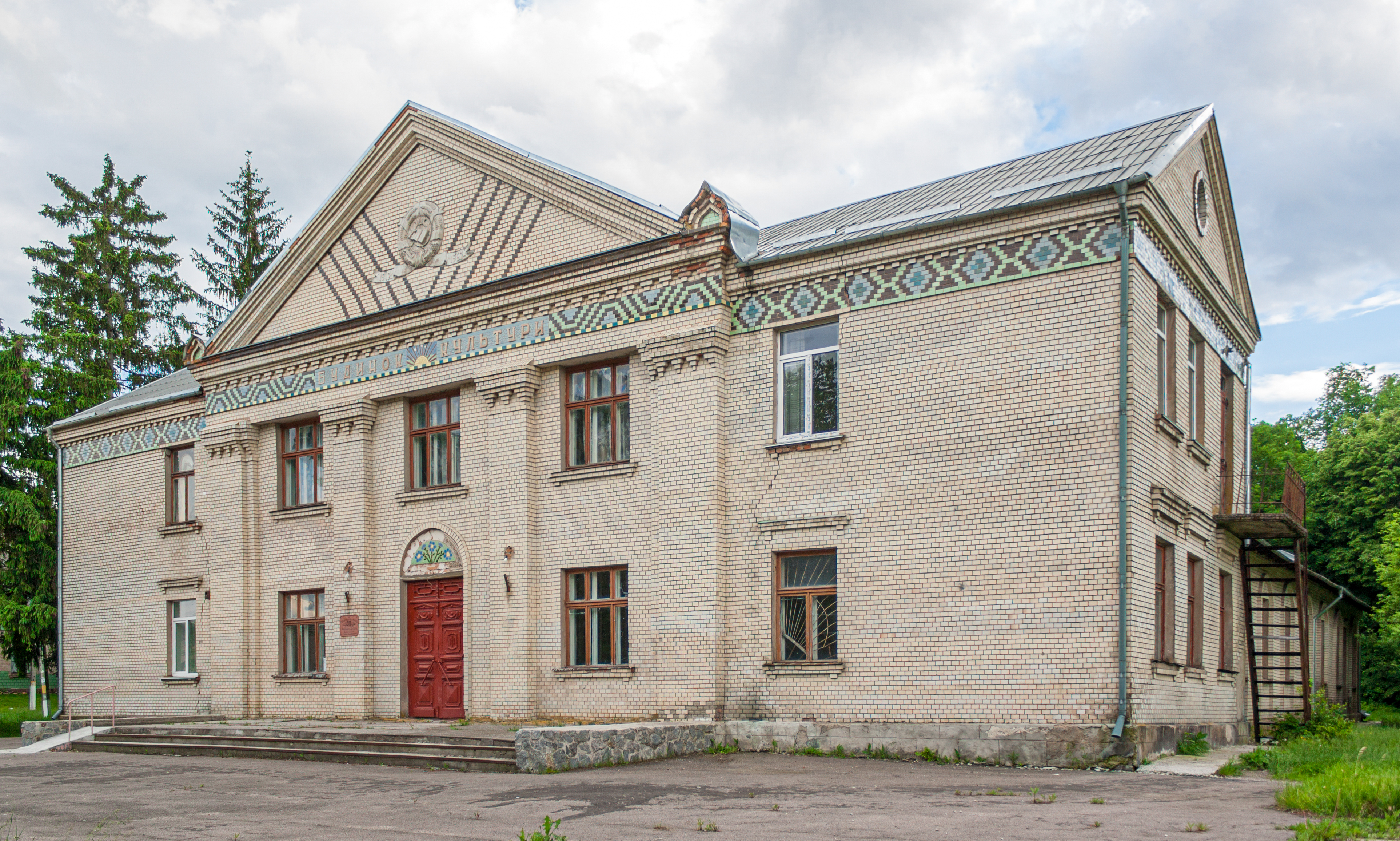
Дом культуры
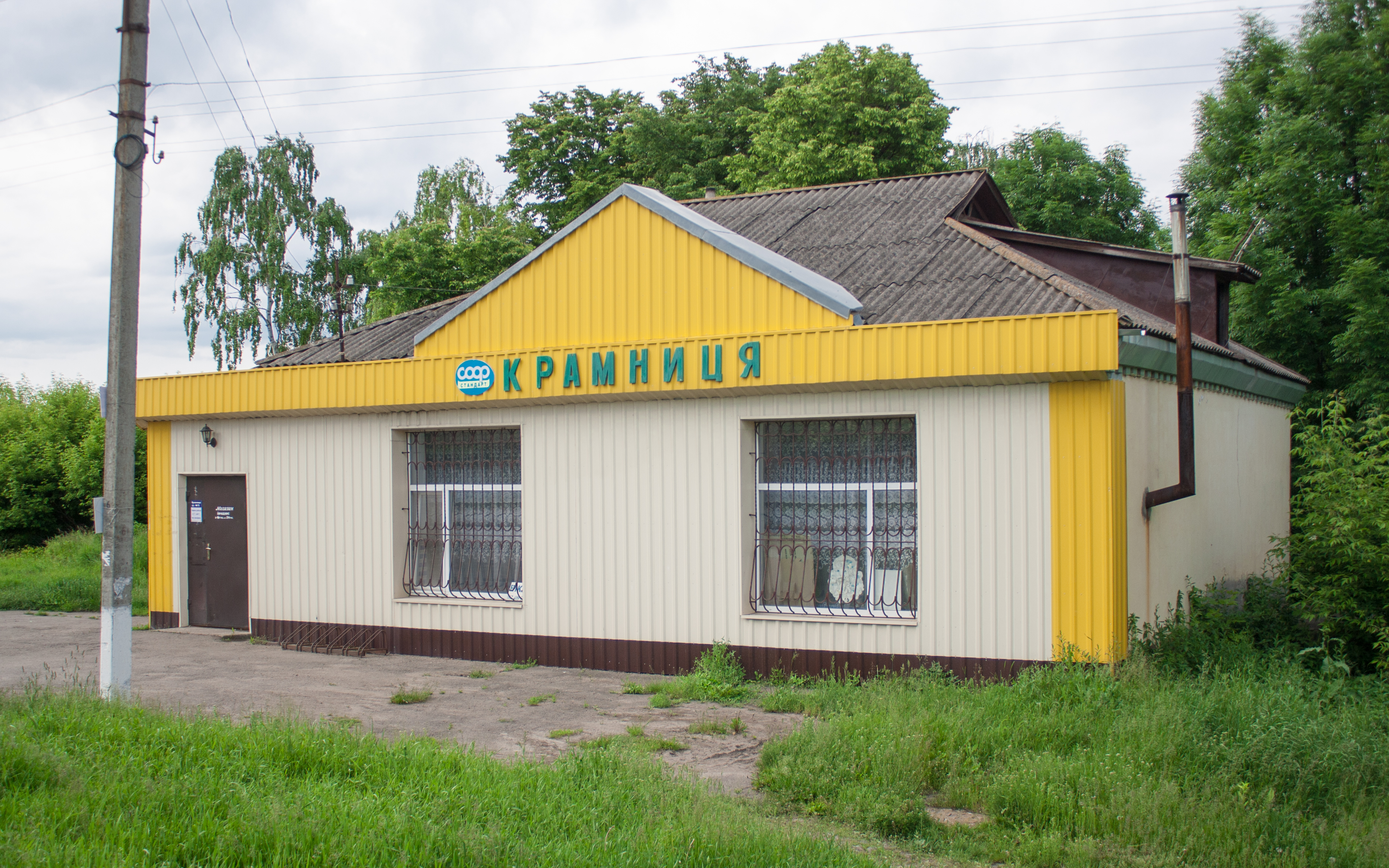
Магазин
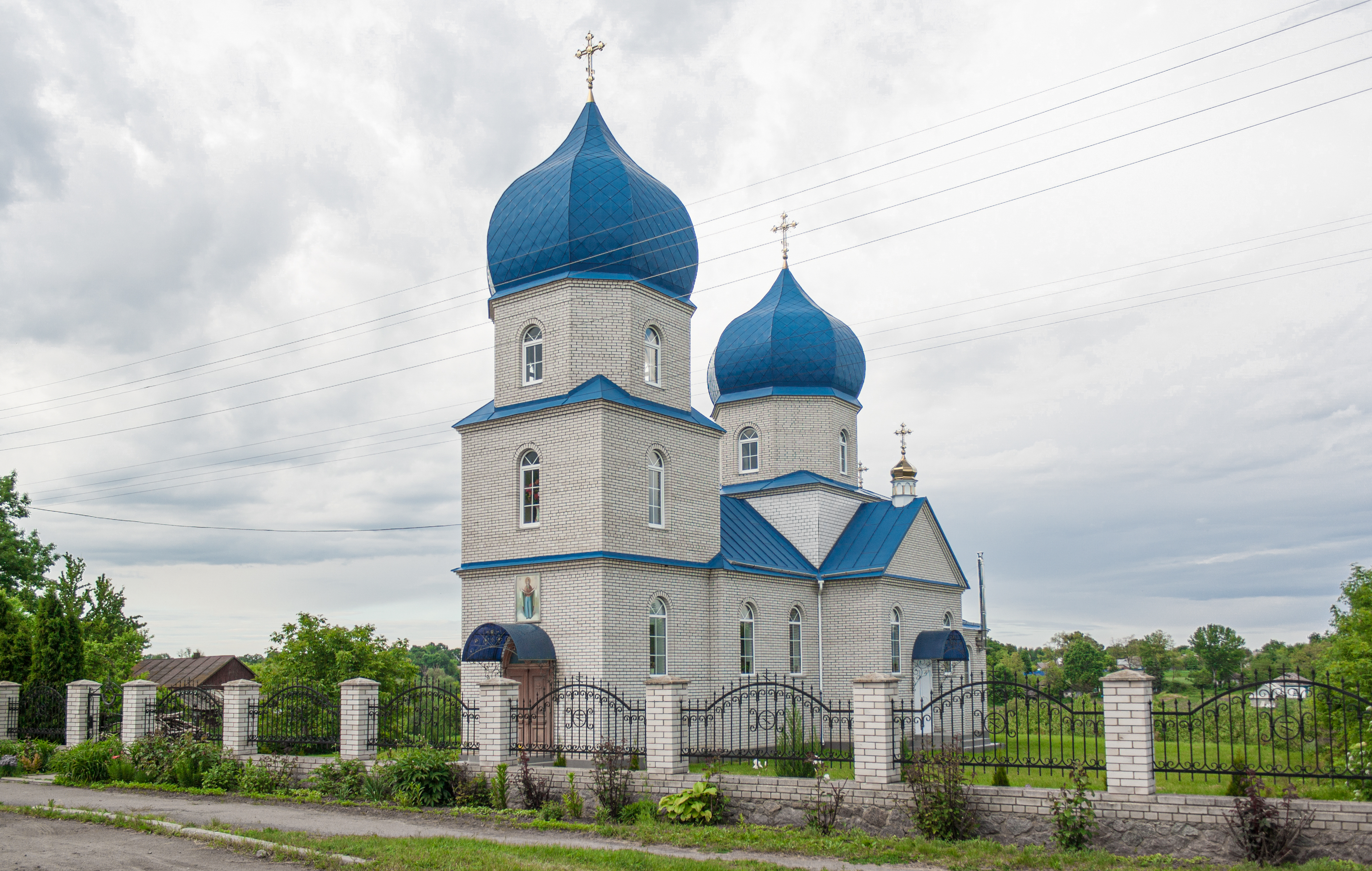
Церковь
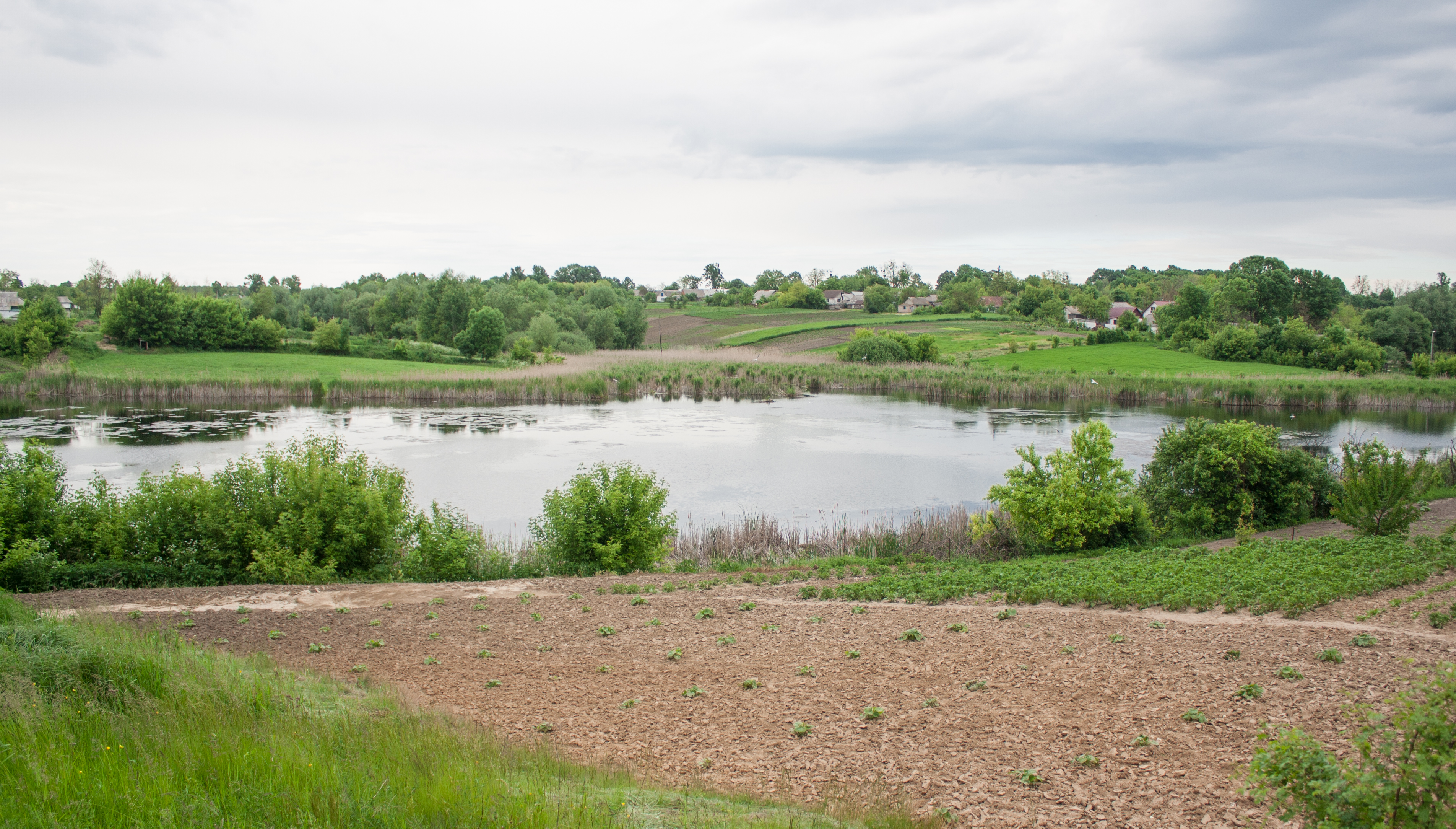
Пруд
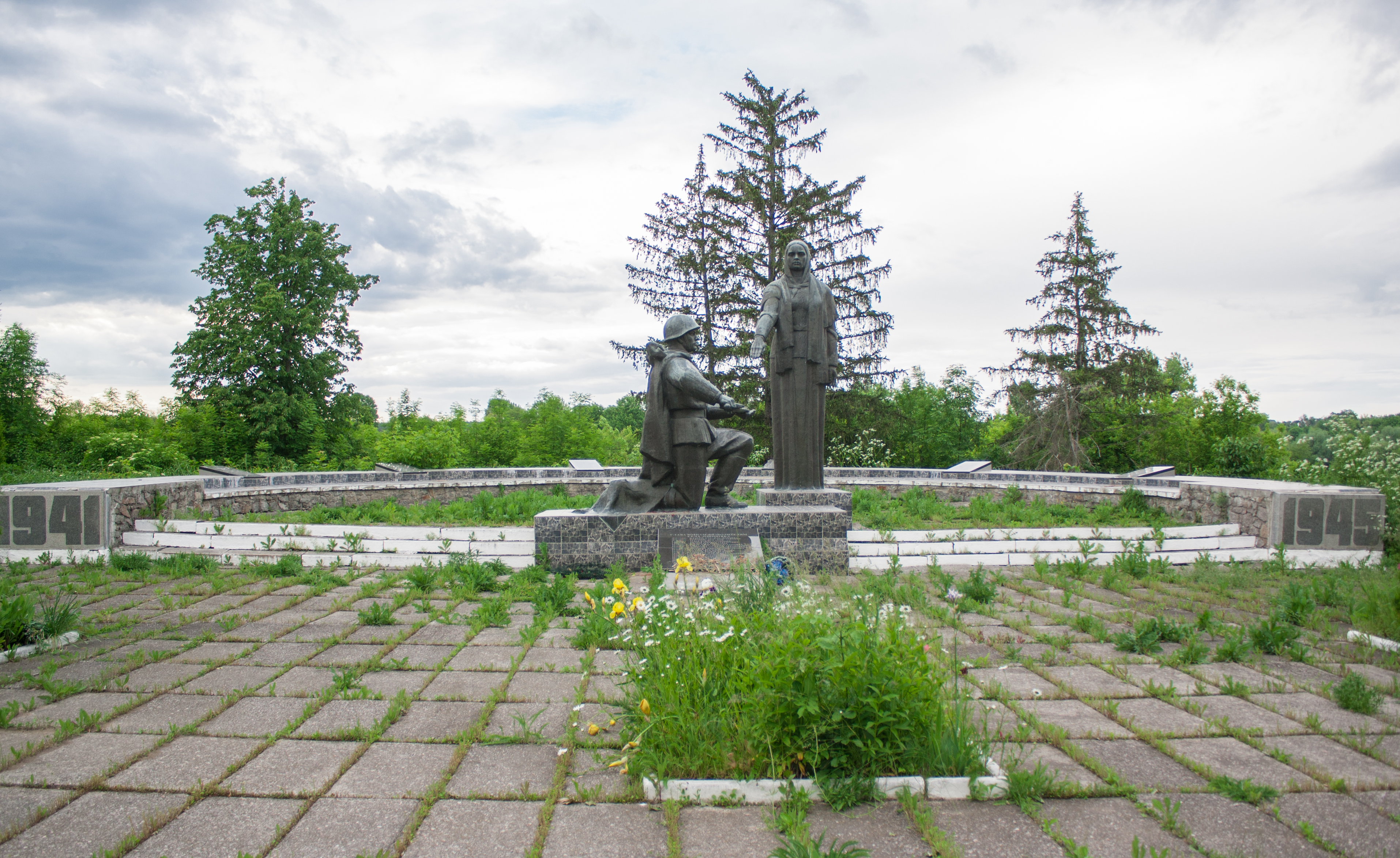
Мемориальный комплекс